# Казе Коломбара (Болоња)
Казе Коломбара (итал. Case Colombara) је насеље у Италији у округу Болоња, региону Емилија-Ромања.
Према процени из 2011. у насељу је живело 78 становника. Насеље се налази на надморској висини од 6 м.